# Drenov Bok
Drenov Bok est un village de la municipalité de Jasenovac (comitat de Sisak-Moslavina) en Croatie. Au recensement de 2011, le village comptait 82 habitants.